# Livia Werz
Livia Werz (* 7. Februar 2000) ist eine Schweizer Unihockeyspielerin, welche beim Nationalliga-A-Verein UHC Kloten-Dietlikon Jets unter Vertrag steht.

## Karriere

### Verein
Werz durchlief sämtliche Nachwuchsstufen des UHC Waldkirch-St. Gallen und debütierte während der Saison 2016/17 für die erste Mannschaft der St. Gallerinnen. Nach dem Aufstieg der Damen in die höchste Spielklasse gehörte Werz primär der ersten Mannschaft an und wechselte sich mit Nicole Sieber im Tor der Juniorinnen U21 ab. Die beiden Torhüterinnen waren dabei grösstenteils die Nummer zwei hinter Livia Angehrn. Nach dem Abstieg der Damen schloss sich Werz den Red Lions Frauenfeld aus der Nationalliga A an.
Nach einer Saison in Frauenfeld zog Werz zum Spitzenclub Kloten-Dietlikon Jets weiter, wo sie seither mit Monika Schmid das Torhüterduo bildet.

### Nationalmannschaft
2016 wurde Werz erstmals für die U19-Unihockeynationalmannschaft und nahm mit ihr an der U19-Weltmeisterschaft 2018 im heimischen St. Gallen teil. Dabei bildete sie mit Ladina Töndury das Torhüter-Duo.